# Baja-California-Maulwurf
Der Baja-California-Maulwurf (Scapanus anthonyi) ist eine Säugetierart aus der Gattung der Westamerikanischen Maulwürfe innerhalb der Maulwürfe (Talpidae). Er kommt lediglich auf der Halbinsel Baja California vor und bewohnt dort ein kleines Gebiet in der Sierra de San Pedro Mártir. Insgesamt sind nur sehr wenige Individuen bekannt. Es handelt sich um den kleinsten Vertreter der Gattung, der wie andere Angehörige durch einen an eine grabende Lebensweise angepassten Körperbau gekennzeichnet ist. Dies zeigt sich in dem walzenförmigen Körper, dem kurzen Hals und den grabschaufelartigen Vordergliedmaßen. Gegenüber anderen Westamerikanischen Maulwürfen ist beim Baja-California-Maulwurf die Zahnanzahl reduziert. Über die Lebensweise der Tiere ist kaum etwas bekannt. Die Art wurde im Jahr 1893 wissenschaftlich eingeführt. Sie galt aber im Verlauf des 20. Jahrhunderts als Unterart des Kalifornischen Maulwurfs. Erst seit dem Jahr 2005 ist sie wieder offiziell als eigenständig anerkannt. Der Bestand wird als bedroht eingeschätzt.

## Merkmale

### Habitus
Der Baja-California-Maulwurf ist der kleinste Vertreter der Westamerikanischen Maulwürfe. Seine Kopf-Rumpf-Länge variiert von 11,0 bis 11,4 cm, der Schwanz wird 2,1 bis 2,5 cm lang. Das Gewicht beträgt 30 bis 35 g. Es besteht ein markanter Geschlechtsdimorphismus mit deutlich größeren männlichen gegenüber weiblichen Individuen. Äußerlich gleicht der Baja-California-Maulwurf dem Kalifornischen Maulwurf (Scapanus latimanus), ist aber deutlich kleiner. Wie alle Angehörigen der Neuweltmaulwürfe besitzt er typische Merkmale der grabenden Lebensweise. Hierzu gehören ein walzenförmiger Körper, ein kurzer Hals und breite grabschaufelartige Vordergliedmaßen. Die Breite der Handfläche entspricht ihrer Länge, die Finger werden durch Häuten miteinander verbunden, was bei den Zehen nicht vorkommt. Als weiteres Kennzeichen der Neuweltmaulwürfe ist der Schwanz vergleichsweise lang. Das Körperfell hebt sich zimtbraun hervor, teilweise sind silberfarbene Linien ausgebildet. Die Unterseite ist zumeist grau gefärbt. Die Schnauze läuft konisch spitz zu. Die Augen sind klein, die Nasenlöcher nach vorn gerichtet. Die Hinterfußlänge beträgt 1,8 bis 2,0 cm.

### Schädel- und Gebissmerkmale
Der Schädel wird 29,7 bis 31,9 mm lang und an den Warzenfortsätzen gut 15,3 bis 16,0 mm breit. Seine Weite in der Orbitaregion liegt bei 6,9 bis 7,4 mm. Insgesamt ist der Schädel klein, allerdings breiter am Rostrum im Vergleich zum Kalifornischen Maulwurf. Die Fossa temporalis besitzt eine breite sowie langgestreckte Form und wird durch eine Knochenbrücke zweigeteilt. Dies unterscheidet sich vom Kalifornischen Maulwurf mit einer schmalen und ungeteilten Schläfengrube. Die Länge des Unterkiefers beträgt 22,4 mm. Das Gebiss setzt sich aus 36 bis 40 Zähnen zusammen, die Zahnformel lautet: {\displaystyle {\frac {3.1.2-3.3}{3.1.2-3.3}}} Demnach fehlt gegenüber den anderen Formen der Westamerikanischen Maulwürfe jeweils wenigstens ein Prämolar in der oberen und unteren Zahnreihe. In der Regel ist der zweite Prämolar reduziert, manchmal sind aber auch weitere Zähne nicht ausgebildet. Darüber hinaus ist das Parastyl, eine Scherleiste, auf dem vorderen oberen Molar eher klein, während dieses beim Kalifornischen Maulwurf groß erscheint. Die obere Zahnreihe erstreckt sich über 8,6 bis 9,5 mm, die untere über 8,8 bis 9,3 mm.

### Genetische Merkmale
Der diploide Chromosomensatz lautet 2n = 34.

## Verbreitung und Lebensraum

Verbreitungsgebiet des Baja-California-Maulwurfs

Der Baja-California-Maulwurf kommt lediglich auf der Halbinsel Baja California im Nordwesten von Mexiko vor. Dort ist er von insgesamt vier Lokalitäten in der Sierra de San Pedro Mártir bekannt, die sich von den Ortschaften Vallecitos im Norden südwärts bis nach La Grulla erstrecken. Die Lebensräume befinden sich allesamt in Höhenlagen von 1150 bis 2600 m. Sie werden von Gelb-Kiefer- und Zucker-Kiefer-Wäldern dominiert, in tieferen Lagen wachsen auch Vegetationsgemeinschaften aus Bärentrauben sowie Adenostoma und Heteromeles. Ein Individuum wurde in einem Pappelwald beobachtet, insgesamt sind lediglich rund ein Dutzend Exemplare bekannt.

## Lebensweise
Die Lebensweise des Baja-California-Maulwurfs ist weitgehend unbekannt, sie dürfte aber der des Kalifornischen Maulwurfs entsprechen. Die Tiere leben unterirdisch in selbst gegrabenen Tunneln und Gängen, die sich möglicherweise teilweise mit denen von Taschenratten überschneiden. Vor allem nach Regenfällen halten sie sich teilweise oberirdisch auf und verstecken sich unter Geröllen. Gelegentlich suchen sie auch ihre Nahrung auf der Erdoberfläche, so unter anderem unter Bärentrauben. Zu Nahrung gehören Insekten wie etwa Hundertfüßer.

## Systematik
Der Baja-California-Maulwurf ist eine Art innerhalb der Gattung der Westamerikanischen Maulwürfe (Scapanus), die aus insgesamt fünf Vertretern besteht. Sie gehören wiederum zur Familie der Maulwürfe (Talpidae). Innerhalb dieser bilden sie gemeinsam mit einigen weiteren Formen aus Nordamerika und Asien die Tribus der Neuweltmaulwürfe (Scalopini). Die Neuweltmaulwürfe bilden vergleichbar den Eigentlichen Maulwürfen (Talpini) grabende Angehörige der Familie, andere Vertreter leben nur teils unterirdisch, bewegen sich auf der Erdoberfläche fort oder verfolgen eine semi-aquatische Lebensweise. Gemäß molekulargenetischen Analysen trennten sich die Neuweltmaulwürfe im Oberen Eozän vor rund 39 bis 35 Millionen Jahren von den anderen Triben der Maulwürfe ab. Die Tribus kann in zwei Entwicklungslinien aufgeteilt werden: die Parascalopina und die Scalopina, die vor allem an der Ausprägung des Metastylids am unteren zweiten Molar differenzierbar sind. Den Scalopina fehlt das Metastylid, bei den Parascalopina hingegen kommt es vor. Beide Linien formten sich bereits im Unteren Miozän vor 21,4 Millionen Jahren heraus. Die Westamerikanischen Maulwürfe sind den Scalopina zuzurechnen und stehen somit in einem engeren Verwandtschaftsverhältnis zum Ostamerikanischen Maulwurf (Scalopus). Die Diversifizierung der Scalopina setzte im Mittleren Miozän vor gut 14 Millionen Jahren ein, während eine deutlichere Auffächerung der Westamerikanischen Maulwürfe in den Übergang vom Miozän zum Pliozän vor gut 6 Millionen Jahren fällt.

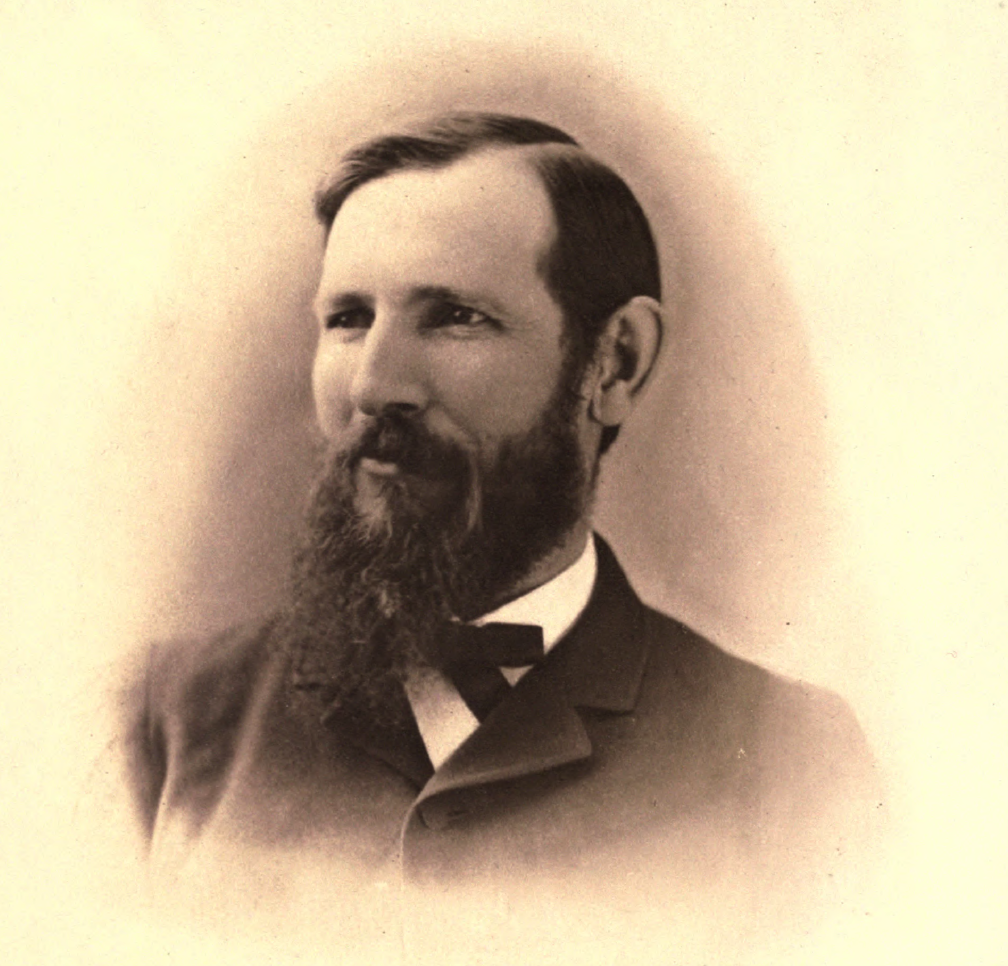
Joel Asaph Allen

Die wissenschaftliche Erstbeschreibung des Baja-California-Maulwurfs stammt von Joel Asaph Allen aus dem Jahr 1893. Er führte sie anhand eines ausgewachsenen männlichen Tieres von 13,5 cm Gesamtlänge aus. Dieses war im Mai des gleichen Jahres von Alfred Webster Anthony in der Sierra de San Pedro Mártir auf Baja California in rund 2138 m Höhe aufgesammelt worden. Die Region gilt als Typusgebiet, das Artepitheton ehrt den Finder. Allen sah den Baja-California-Maulwurf als eigenständige Art an und verglich ihn mit dem Townsend-Maulwurf (Scapanus townsendii), der deutlich weiter nördlich vorkommt und größer ist. Seine Einschätzung bezüglich des Artcharakters teilte später unter anderem Hartley H. T. Jackson in seiner 1915 erschienenen Abhandlung über die amerikanischen Maulwürfe, in der der Baja-California-Maulwurf noch einmal eine ausführliche Abhandlung erfuhr. Auch Lawrence M. Huey bestätigte die Eigenständigkeit im Jahr 1936 bezugnehmend auf einzelne weitere aufgefundene Individuen. Allerdings stufte im Jahr darauf Fletcher G. Palmer den Baja-California-Maulwurf als Unterart des Kalifornischen Maulwurfs (Scapanus latimanus) ein, was daraufhin zahlreiche Autoren übernahmen. In den 1990er Jahren betrachteten einige wenige Wissenschaftler den Baja-California-Maulwurf wieder als eigenständige Art, dies war aber nicht allgemein akzeptiert. Terry L. Yates und Jorge Salazar-Bravo hoben dann im Jahr 2005 die Form offiziell wieder auf Artniveau an. Als abgrenzende Merkmale benannten sie die geringe Körpergröße, die geringere Zahnanzahl sowie einzelne weitere Zahnmerkmale und die Form der Schläfengrube. Dies wurde unter anderem auch im achten Band des Standardwerkes Handbook of the Mammals of the World aus dem Jahr 2018 berücksichtigt. Darüber hinaus untermauern genetische Analysen aus dem Jahr 2021 die Eigenständigkeit der Form.

## Bedrohung und Schutz
Die IUCN führt den Baja-California-Maulwurf momentan nicht als eigenständig, sondern schließt ihn in den Kalifornischen Maulwurf ein. In Mexiko gilt die Art als bedroht.